# Le speranze d'Italia
Delle Speranze d'Italia è un saggio del 1843 di Cesare Balbo, patriota e scrittore risorgimentale, uscito all'indomani della pubblicazione, da parte di Vincenzo Gioberti, del Primato morale e civile degli Italiani.
In esso Balbo prende in esame il programma neoguelfo che era stato esposto da Gioberti, valutandone le implicazioni politiche e militari.

## Dedica e storia editoriale

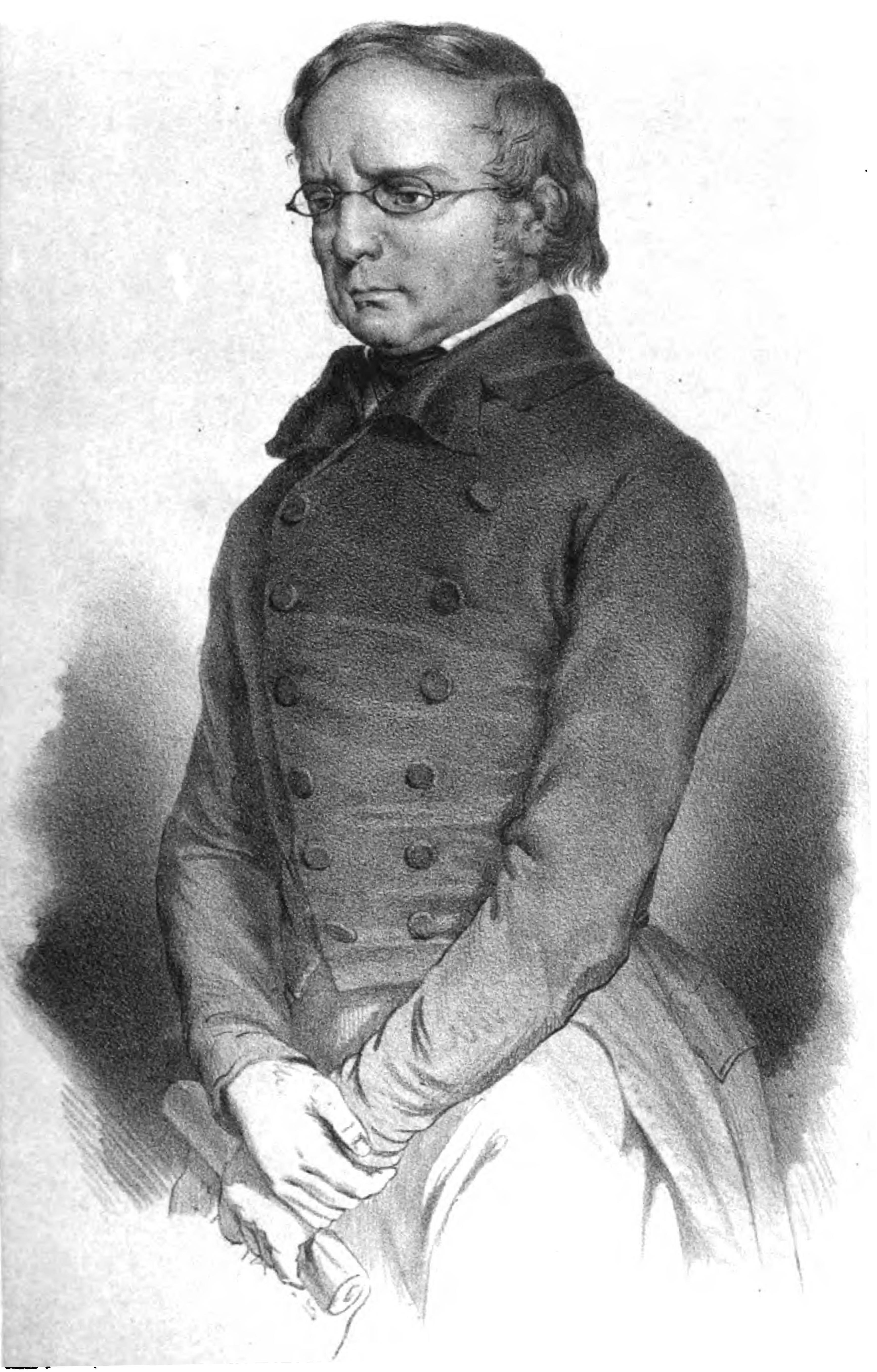
Vincenzo Gioberti

Il libro è dedicato allo stesso Gioberti, a cui Balbo si rivolge come «Signore ed Amico», stimandolo e riconoscendolo come uno dei filosofi più autorevoli della Cristianità:
(Cesare Balbo, cit. dalla Dedica Prima a Vincenzo Gioberti, novembre 1843)
La prima edizione dell'opera fu stampata a Parigi perché, essendo lo scopo dichiarato del libro il perseguimento dell'indipendenza italiana, risultò pressoché impossibile, oltre che pericoloso, stamparlo in Italia, dove era forte il peso della censura asutriaca.
Consapevole del rischio di essere mandato in esilio, Cesare Balbo che risiedeva nel Regno Sabaudo lo fece stampare all'estero.
Una versione tradotta in lingua francese venne pubblicata subito dopo, sempre a Parigi. Poiché intanto le copie della prima edizione italiana erano andata esaurite in pochi giorni, ne venne pubblicata una seconda, riveduta ed accresciuta, l'anno seguente, nel 1844, in Svizzera a Capolago.

## Sintesi del contenuto

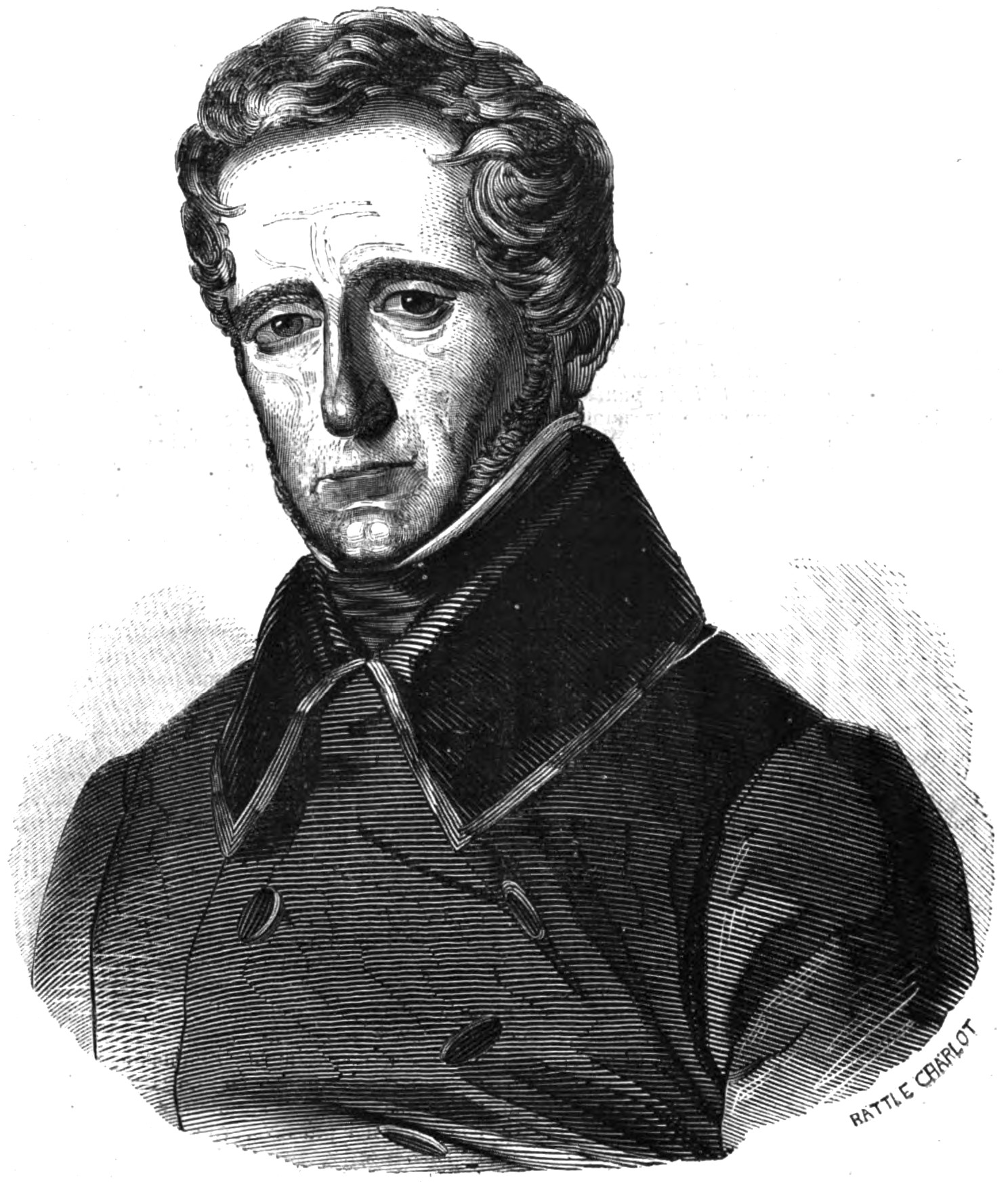
Ritratto di Cesare Balbo da Il Mondo illustrato (25 marzo 1848)

Balbo in quest'opera ripropone alcune sue idee, ispirate a un moderatismo cattolico-liberale, per risolvere il problema nazionale che attanagliava l'Italia in quegli anni, su come approdare a uno Stato libero, unito e indipendente.
Stimolato dalla lettura del Primato, Balbo espone i concetti fondamentali del progetto neoguelfo, cercando però di rispondere alle manchevolezze e alle molte questioni lasciate aperte dal Gioberti: innanzitutto il tema delle riforme dello Stato Pontificio, poi la posizione da prendere di fronte alla componente più reazionaria del cattolicesimo: i Gesuiti.
Era però un altro il punto essenziale, che il Gioberti aveva omesso di affrontare: l'esame obiettivo della realtà attuale, e non una sterile esaltazione del passato, portava a identificare nella dominazione austriaca sul Lombardo-Veneto il maggior ostacolo all'attuazione di una confederazione tra gli stati italiani.
Secondo Balbo, erano quattro le modalità ipotetiche con cui sarebbe potuto avvenire il riscatto nazionale:
1. attraverso un'azione concorde tra i principi italiani;
2. mediante un'insurrezione popolare;
3. per effetto di un intervento straniero;
4. l'avvento di una condizione favorevole di carattere internazionale.

Ritenendo impossibile il primo punto, non praticabile il secondo, e molto pericoloso il terzo per le sue implicazioni politiche e sociali, Balbo prospetta come unica possibilità la quarta: l'attesa di un'occasione favorevole a livello europeo.
Egli auspica in particolare che l'Impero asburgico avrebbe potuto lasciare libera l'Italia anche senza una guerra, se avesse cercato compensi nell'area dei Balcani dove attuare le sue mire espansionistiche a spese dell'Impero turco ormai in crisi. Nessuna ragionevole speranza di riscatto, altrimenti, si sarebbe effettuata se prima non non fosse stato risolto il difficile problema della presenza asburgica nella penisola.
Per agevolare uno scenario di questo tipo, egli considera opportuna la realizzazione di un'unione doganale e militare fra gli Stati italiani, cioè una sorta di confederazione sul modello teorizzato dal Gioberti, ma da attuare non sotto la guida del Papa, a cui lui riserva una funzione identitaria e moderatrice, bensì sotto quella della monarchia sabauda.
L'idea di dar fin d'ora al papa la presidenza della confederazione futura, è senza dubbio una magnifica idea; fu idea, fu fatto incontrastabile del medio evo. [...] Ma potrà egli mai restaurarsi tal fatto?
[...]
L'ostacolo, unico, ma gravissimo a qualunque confederazione italiana, è quella signoria straniera, che penetra nel fianco della penisola, che soverchia in potenza e popolazione italiana, quattro de' sei principati Italiani; e che li soverchia tutti insieme poi come parte d'un imperio più grande che non la penisola intiera. 
Io dico che la confederazione italiana non è desiderabile nè possibile, se v'entra la potenza straniera.»
(Le Speranze d'Italia, cap. V-VI)
Se l'Austria fosse entrata a far parte della confederazione auspicata da Gioberti, cioè, essa ne avrebbe preteso il comando, consolidando il suo influsso sulla penisola, mentre se ne fosse stata esclusa, ciò avrebbe comportato la rinuncia da parte italiana a una componente significativa dei propri territori, ossia le regioni del Lombardo-Veneto.
Per questo Balbo ritiene essenziale la guida del Piemonte, anziché dello Stato Pontificio, a cui affidare una funzione militare in grado di svolgere un'azione deterrente nei confronti delle minacce straniere. 
Per questo era necessario però che esso si dotasse di uno Statuto con cui approdare a un regime costituzionale sul modello di quello britannico.

## Capitoli e argomento
1. L'ordinamento politico presente dell'Italia non è buono
2. Di quattro ordinamenti sperati e prima — del regno d'Italia
3. Di un regno d'Italia austriaco
4. Delle repubblichette
5. Della confederazione degli stati presenti
6. La confederazione è impossibile finchè una gran parte d'Italia è provincia straniera
7. Breve storia dell'impresa d’indipendenza proseguita sempre, non compiuta mai per XIII secoli
8. Eventualità future dell'impresa
9. L'eventualità più promettitrice
10. Come vi possano aiutare i principi italiani
11. Come vi possano aiutar tutti gli Italiani
12. Breve storia del progresso Cristiano
13. Il progresso Cristiano	presente, ed accrescimento che ne viene a tutte le speranze italiane

Appendice. Se e come sia sperabile una lega doganale in Italia

## Critica posteriore
Come già nelle Meditazioni storiche, Cesare Balbo sviluppa nelle Speranze d’Italia «il canone di una civiltà cristiana progressiva (progreditrice) che aveva dal suo seno generato la civiltà moderna; e attribuendo i progressi compiuti dalla "morale pubblica" alla maggiore influenza guadagnata dalla morale cattolica nel tessuto sociale della modernità».
L'opera fu particolarmente apprezzata da Cavour, oltre che da Massimo d'Azeglio, i quali pur avendo ammirato le pagine vibranti ed eloquenti del Primato di Gioberti, convennero tuttavia con Balbo che «prima di mirare a primati si dovesse arrivare a parità; e che la prima delle parità colle nazioni indipendenti, è l'indipendenza».
Le posizioni neoguelfe di Balbo tuttavia, seppur diverse da quelle di Gioberti, incontrarono l'avversione sia degli ambienti favorevoli al Re di Sardegna Carlo Alberto, sia degli oppositori della monarchia sabauda. La sua richiesta di riforme in senso liberale nello Stato Pontificio risultò inoltre sgradita ai cattolici più conservatori.
In seguito però il re Carlo Alberto valutò positivamente la proposta contenuta nelle Speranze d'Italia, e nel 1848 promosse Balbo alla guida del primo governo costituzionale savoiardo.